# World Trade Center
Pour la tour reconstruite, voir One World Trade Center. Pour les autres articles homonymes, voir World Trade Center (homonymie).
Le World Trade Center (abrégé WTC) était un complexe composé d'immeubles d'affaires situé dans le quartier de Lower Manhattan, dans le sud de l'arrondissement de Manhattan à New York. Conçu par l'architecte Minoru Yamasaki et développé par la Port Authority of New York and New Jersey (PANYNJ), il est inauguré le 4 avril 1973. À son achèvement, la tour nord dépasse l'Empire State Building et devient le plus haut gratte-ciel du monde, record qu'elle ne conserve qu'un mois, jusqu'à la finalisation de la Willis Tower de Chicago.
Son nom est similaire à ceux d'autres World Trade Center, bien que celui de New York ait atteint une notoriété supérieure. Il signifie « centre de commerce mondial » ou « centre d'affaires international ».
Marquées par un incendie le 13 février 1975 puis par un attentat à la bombe le 26 février 1993, les tours jumelles s'effondrent à la suite de l'impact de deux avions détournés le 11 septembre 2001, ces attentats faisant plus de 2 700 morts. L'emplacement où ils se sont produits est alors surnommé « Ground zero » (bien que les New-Yorkais préfèrent l'appellation « World Trade Center site »). Le site accueille aujourd'hui un mémorial sur l'emplacement des tours détruites et un nouveau complexe, dont le One World Trade Center est la plus haute tour. La reconstruction du site a relevé de nombreux défis, tant en matière de politique urbaine que de symboles. Le projet mis en œuvre vise à conserver à ce lieu un caractère sacré, une logique de mémoire et une dimension durable.
Identifié par ses deux bâtiments les plus célèbres, les Twin Towers (tours jumelles) de grande hauteur, le WTC est à son époque un symbole de la puissance américaine aux yeux du monde entier et une icône de New York, au même titre que l'Empire State Building et la statue de la Liberté.

## Construction (1958-1973)
Au lendemain de la Seconde Guerre mondiale, la croissance économique rapide et le développement du commerce international se traduisirent à New York par une concentration de l'activité dans le quartier d'affaires (Central Business District) de Midtown Manhattan, tandis que diminuait l'importance de Lower Manhattan. Afin de rééquilibrer le développement de la ville, David Rockefeller, avec le soutien de son frère, le gouverneur de New York Nelson Rockefeller, proposa à la Port Authority de construire à Lower Manhattan un « World Trade Center », un centre de commerce géant, symbolisant la puissance américaine. Par une loi votée en 1946, cette idée se concrétisa.

### Plans initiaux

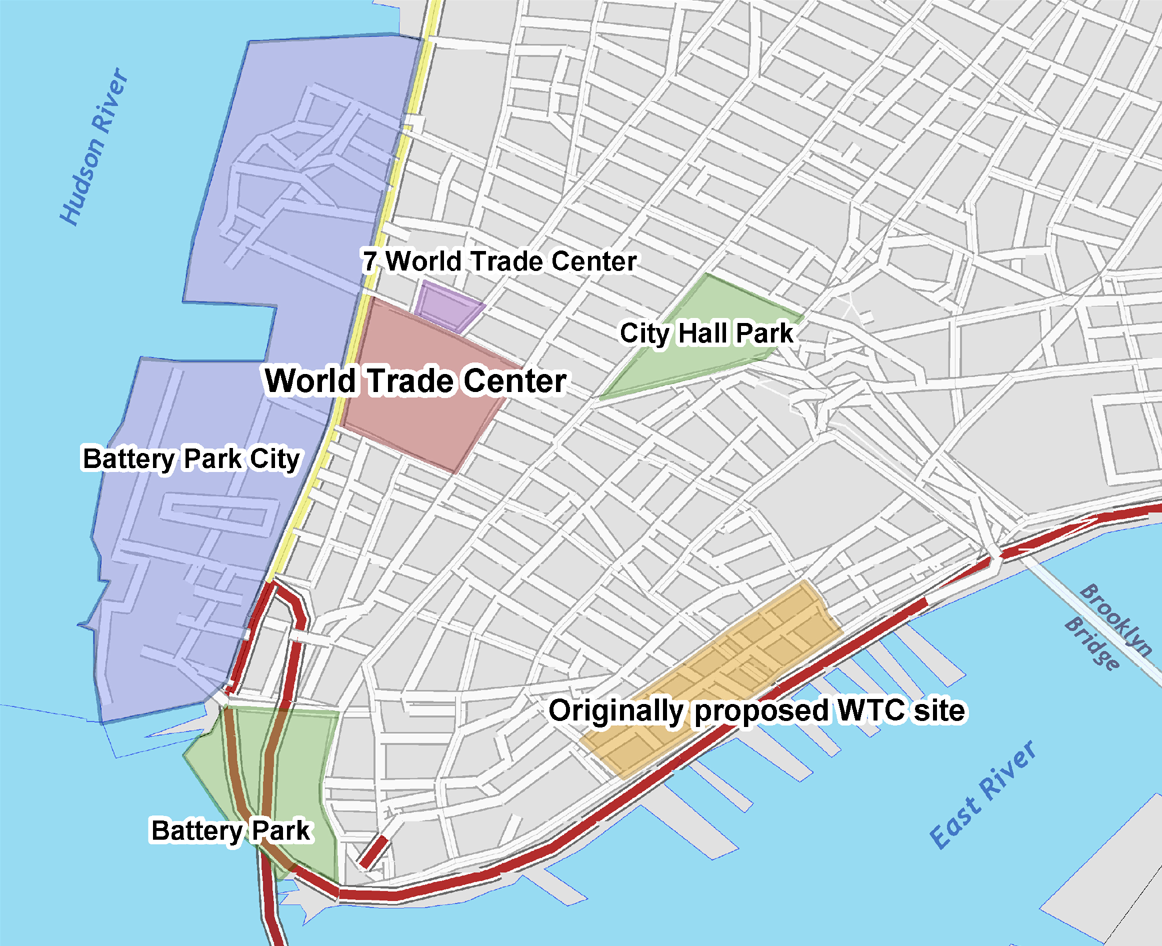
Localisation du World Trade Center (zone rouge) ; et celle du site originellement proposé (zone orangée).

En 1958, David Rockefeller établit la Downtown-Lower Manhattan Association (DLMA) qui confia au cabinet d'architectes Skidmore, Owings and Merrill la réalisation de plans devant revitaliser Lower Manhattan. Les plans initiaux furent rendus publics en 1960. Ils localisaient le World Trade Center le long de l'East River, de Old Slip à Fulton Street et entre Water Street et South Street, sur une superficie de 5,25 hectares,. Ils prévoyaient un hall d'exposition de 275 mètres de long et un gratte-ciel de 50 à 70 étages, dont la partie supérieure aurait été un hôtel. Les autres édifices comprenaient un théâtre, des magasins et des restaurants, ainsi qu'un nouveau centre d'échange de valeurs mobilières, où la Downtown-Lower Manhattan Association désirait loger le New York Stock Exchange.
Selon David Rockefeller, la Port Authority était le meilleur choix pour prendre en main le projet, puisque le Trade Center faciliterait et ferait augmenter le volume de commerce international passant par le port de New York. Étant donné l'importance de la ville dans le commerce mondial, le directeur de la Port Authority, Austin J. Tobin, proposa de changer le nom du projet pour « the World Trade Center », et non pas seulement un « world trade center ». Un an plus tard, le 11 mars 1961, la Port Authority accepta le projet proposé.

### Controverses et accords

Plan du site de l'ancien World Trade Center.

Cependant, le projet devait obtenir le soutien des États de New York et du New Jersey pour être officiellement lancé, étant donné leur rôle dans la Port Authority. Le gouverneur du New Jersey Robert B. Meyner critiqua ce projet de 335 millions de dollars dans la mesure où il allait accroître la puissance de New York au détriment du New Jersey. À la fin de 1961, les négociations étaient dans une impasse. Un élément nouveau permit néanmoins de modifier la situation. En effet, la compagnie New Jersey's Hudson and Manhattan Railroad (H&M) était en faillite. Son nombre d'usagers était passé de 113 millions en 1927 à 26 millions en 1958, à la suite de l'ouverture de nouveaux tunnels et ponts au trafic automobile sur l'Hudson. En décembre 1961, Tobin rencontra le nouveau gouverneur du New Jersey, Richard J. Hughes (en), et lui proposa de déplacer le projet du WTC au niveau de l'Hudson Terminal (en) sur le West Side. En acquérant l’Hudson & Manhattan Railroad, la Port Authority obtiendrait également le Terminal et les édifices obsolètes situés alentour. Le 22 janvier 1962 les deux États conclurent un accord : ils autorisèrent la Port Authority à gérer la ligne de chemin de fer et à construire le World Trade Center à l'emplacement de l'Hudson Terminal, site plus favorable pour le New Jersey.
Cependant, ce site était occupé par Radio Row, un quartier comprenant de nombreux commerces et approximativement 100 habitants. Le projet du WTC impliquait la destruction de ces bâtiments et la relocalisation de leurs occupants, ce qui engendra des protestations. En juin 1962, un groupe représentant approximativement 325 magasins et 1 000 autres commerces fit une injonction, et l'affaire fut portée à la New York Court of Appeals en avril 1963, qui considéra que le projet était d'utilité publique et devait être poursuivi,. Le 20 novembre 1963, la Cour suprême des États-Unis refusa de se lancer dans ce procès,. La Port Authority fut obligée par la loi de l'État d'assister les propriétaires à trouver de nouveaux locaux, mais ces derniers considérèrent pour la plupart que les endroits proposés par la Port Authority étaient inadéquats.
D'autres voix s'élevèrent pour critiquer le projet, notamment dans le secteur de l'immobilier ; dont celle de Lawrence A. Wien, le propriétaire de l'Empire State Building, bâtiment qui perdrait son titre de plus haut gratte-ciel du monde une fois le WTC achevé. Il organisa un groupe nommé « Committee for a Reasonable World Trade Center » dont la principale demande, consistant à diminuer la taille du projet, fut sans suite. En janvier 1964, l'État de New York signa un accord et réserva un espace pour des bureaux administratifs dans le World Trade Center. Il fut suivi par plusieurs banques et sociétés durant le printemps et l'automne de cette même année, puis par le United States Customs Service en 1965.
Le dernier soutien à obtenir était celui du maire de New York, John Lindsay, et du New York City Council. Ils critiquèrent le fait que la ville avait été peu entendue lors des négociations et des délibérations. Les négociations entre la Port Authority et New York furent centrées sur la question des impôts, puis un accord final eut lieu le 3 août 1966.

### Plans finaux

Schéma d'un étage (partie gauche) ; et système d'ascenseurs d'une tour (partie droite).

Le 20 septembre 1962, la Port Authority annonça les sélections de Minoru Yamasaki comme architecte principal et Antonio Brittiochi and Emery Roth & Sons comme architectes associés. Yamasaki proposa dès le début le concept de tours jumelles, néanmoins il envisagea tout d'abord deux bâtiments comprenant seulement 80 étages. Il remarqua que l'« alternative évidente, un groupe de plusieurs grands bâtiments, aurait ressemblé à un projet immobilier ». Yamasaki dut changer le nombre d'étages pour faire correspondre le projet à la demande de la Port Authority : celle-ci désirant 930 000 m2 d'espace de bureaux, il fallait que chaque tour comprenne 110 étages.
Cependant, le facteur limitant majeur de la taille d'un gratte-ciel était le problème des ascenseurs. En effet, plus un immeuble est haut, plus il a besoin d'ascenseurs, et plus il perd d'espace à tous les étages, même ceux non desservis, à cause des cages nécessaires à ces derniers. Yamasaki et son équipe d'ingénieurs décidèrent d'utiliser un nouveau système, celui des sky lobbies. Il s'agit d'étages où les utilisateurs peuvent passer d'un ascenseur express à grande capacité, qui dessert uniquement les sky lobbies, à un ascenseur local qui dessert chaque étage d'une section. Les ascenseurs locaux utilisant tous la même cage d'ascenseur, le taux d'espace utilisable à chaque étage passa de 62 à 75 %, du fait du moindre nombre de cages d'ascenseur. Les sky lobbies, qui étaient situés au 44e et 78e étages de chaque tour, rendirent la gestion des ascenseurs plus efficace. Les tours jumelles furent les seconds gratte-ciel à utiliser ce système, après le 875 North Michigan Avenue (ex John Hancock Center) de Chicago. Le système fut inspiré par le réseau du métro de New York, dont les lignes incluent des stations locales où s'arrêtent les rames locales, et des stations express où tous les trains s'arrêtent.

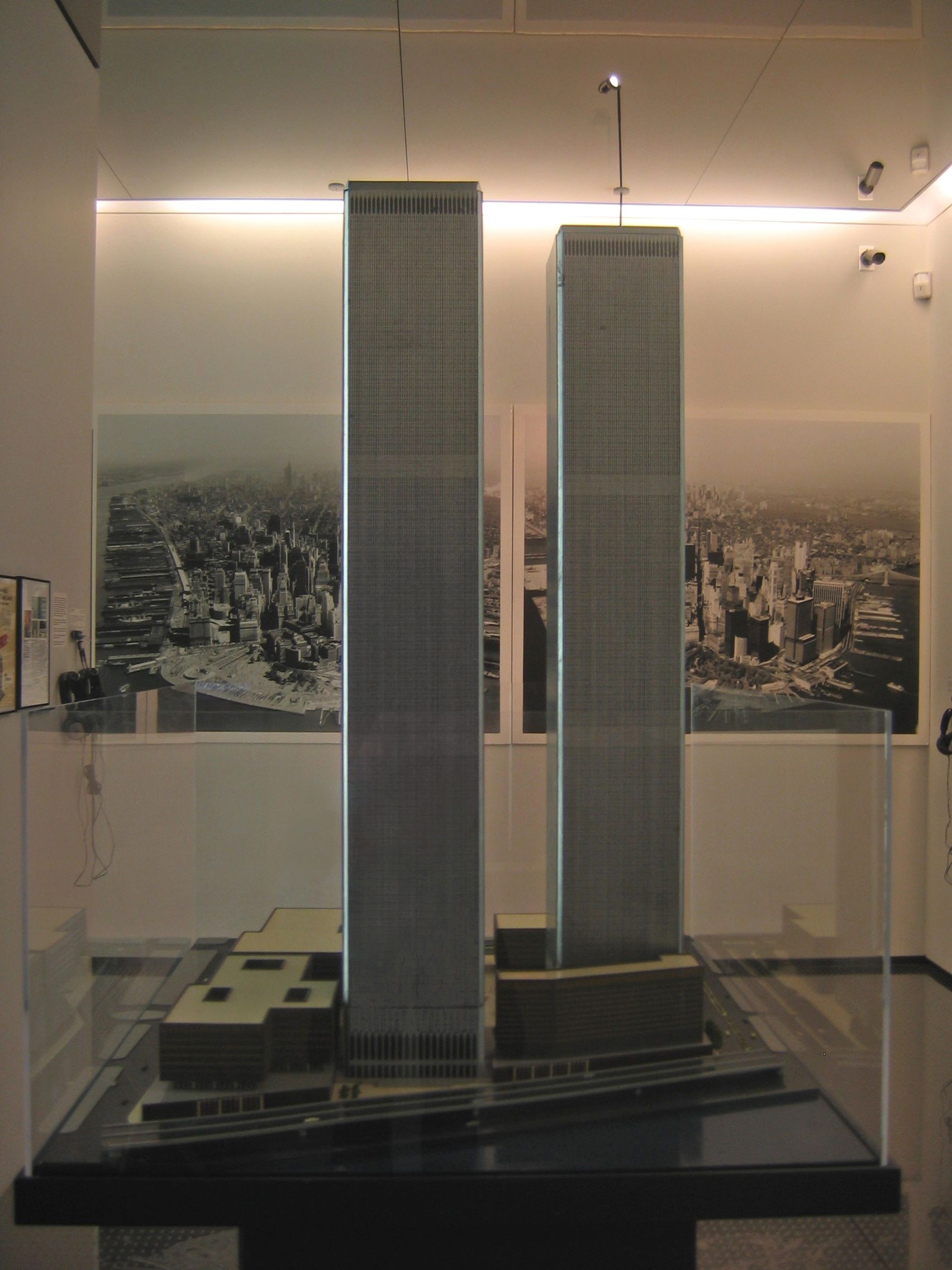
La maquette originale du World Trade Center, actuellement exposée au Skyscraper Museum à New York.

Les plans définitifs de Yamasaki furent dévoilés au public le 18 janvier 1964 sous la forme d'une maquette d'environ 2,5 mètres de haut. Les tours étaient des carrés d'approximativement 63 mètres de côté. Les bâtiments étaient conçus avec des fenêtres étroites, larges de seulement 45 centimètres, qui reflétaient l'acrophobie de l'architecte et son désir de faire en sorte que les occupants des tours se sentent en sécurité. Les plans donnaient pour matériau aux façades des bâtiments un alliage d'aluminium.
Le concept reçut plusieurs critiques sur le plan de l'esthétique de la part de l'American Institute of Architects et d'autres groupes,. Lewis Mumford, auteur de The City in History and other works on urban planning, critiqua le projet et déclara à propos des autres nouveaux gratte-ciel qu'ils étaient « juste des placards de verre et métal ». Les radiodiffuseurs et les chaînes de télévision s'inquiétèrent d'une éventuelle interférence dans la réception de la télévision à New York qui serait causée par le nouveau complexe. En réponse, la Port Authority promit de fournir de nouveaux équipements de transmission dans le WTC. La Société linnéenne du muséum américain d'histoire naturelle s'opposa également au projet, constatant que les bâtiments pouvaient se révéler dangereux pour les oiseaux migrateurs.

### Édification

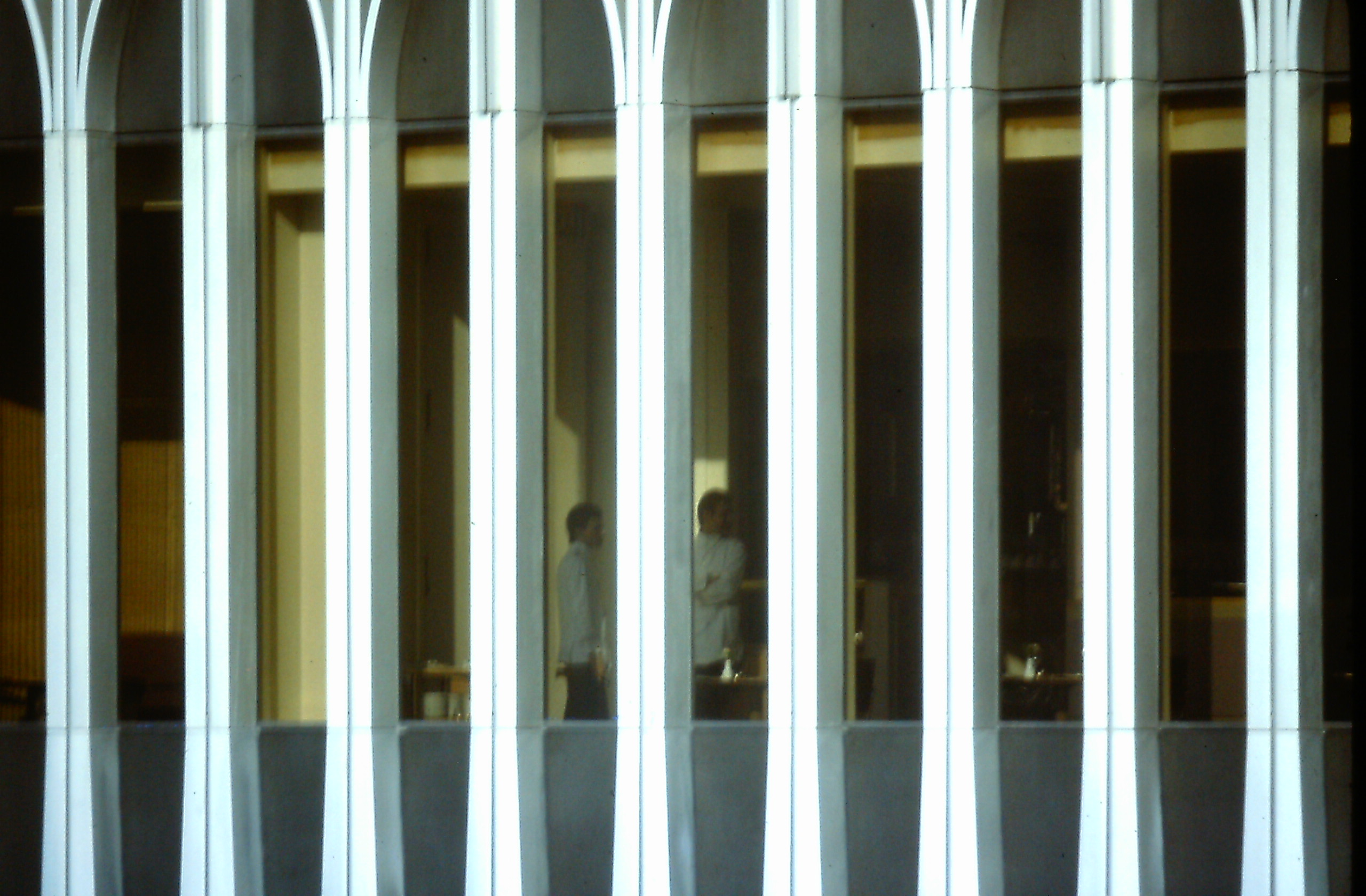
Vue du étage du World Trade Center, éléments architecturaux.

Le travail de construction démarra le 21 mars 1966 et fut assuré par Ajax Wrecking and Lumber Corporation.
La première pierre fut posée le 5 août 1966. Treize blocs de Radio Row, dont certains étaient antérieurs à la Guerre de Sécession, furent rasés pour permettre la construction. L'excavation des fondations du complexe, surnommées « The Bathtub » (la baignoire), fut rendue particulièrement difficile par la présence de deux voies du métro de New York à proximité, qui devaient être protégées et ne pas subir d'interruption de service. Un sous-sol de six niveaux fut construit. L'excavation de 760 000 m3 de terre et de roche permit la construction de Battery Park City, une extension de Manhattan sur l'Hudson de 93 000 m2 située près du WTC. Otis Elevator Company fut la société qui installa les ascenseurs. La construction fut achevée en 1970 pour le One World Trade Center qui accueillit ses premiers occupants en décembre 1970. Two World Trade Center fut ouvert en janvier 1972. Lorsque les deux tours furent achevées, le coût total de la construction avait atteint 900 millions de dollars pour la Port Authority. La cérémonie d'inauguration eut lieu le 4 avril 1973.

### Galerie

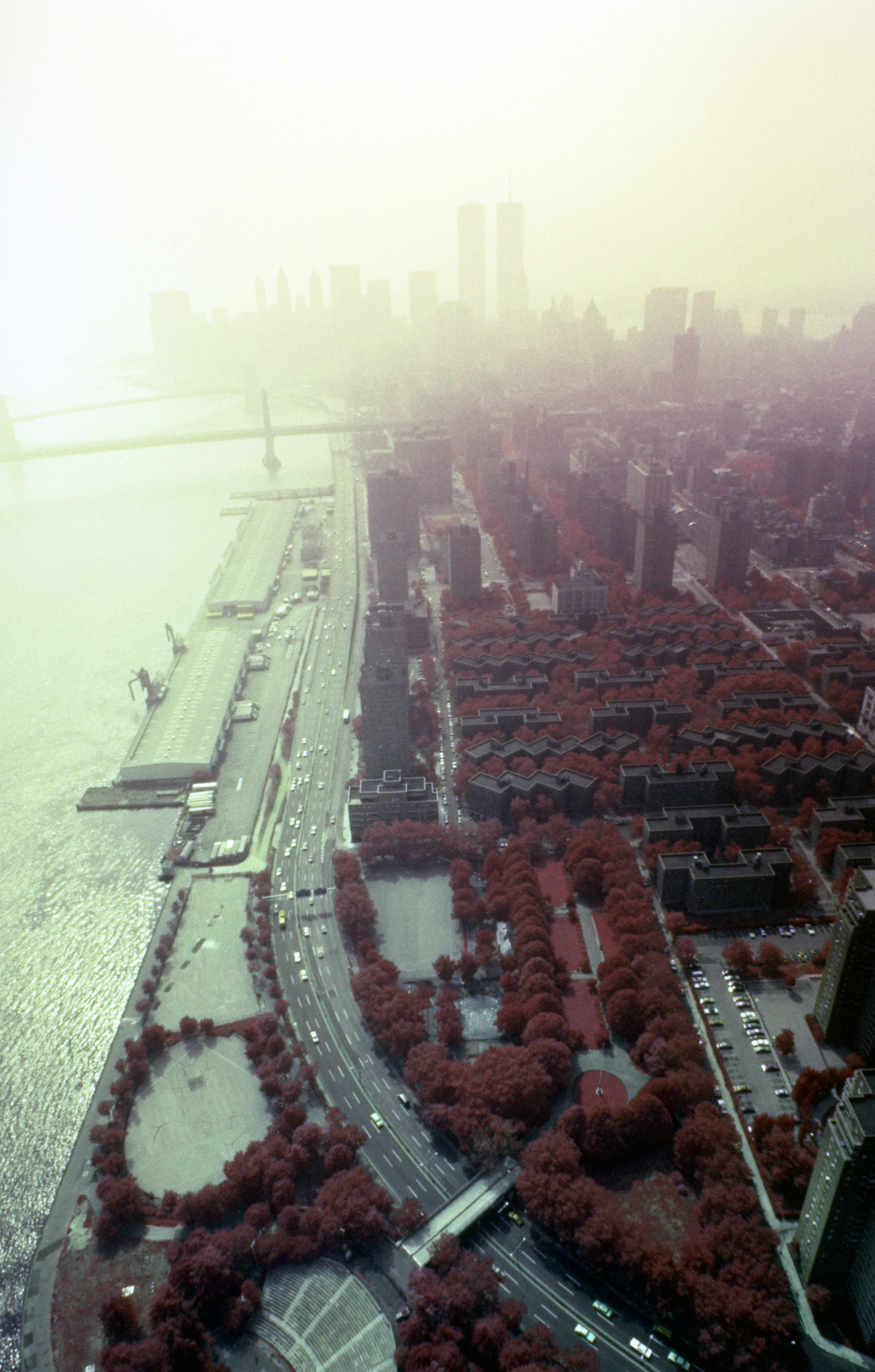
World Trade Center en 1980.
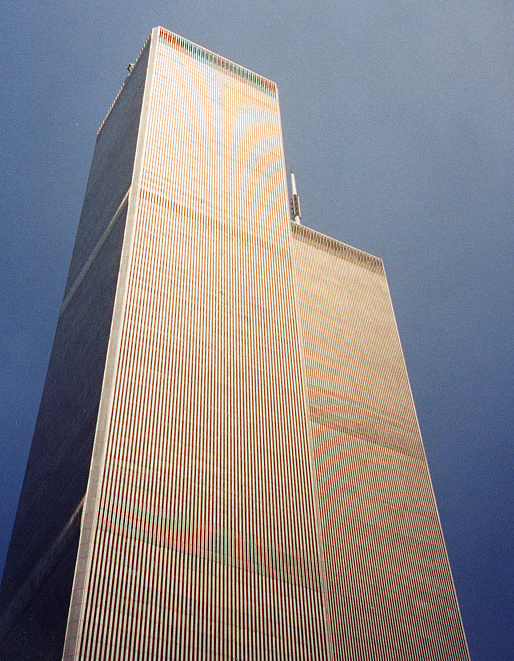
World Trade Center en 1999.
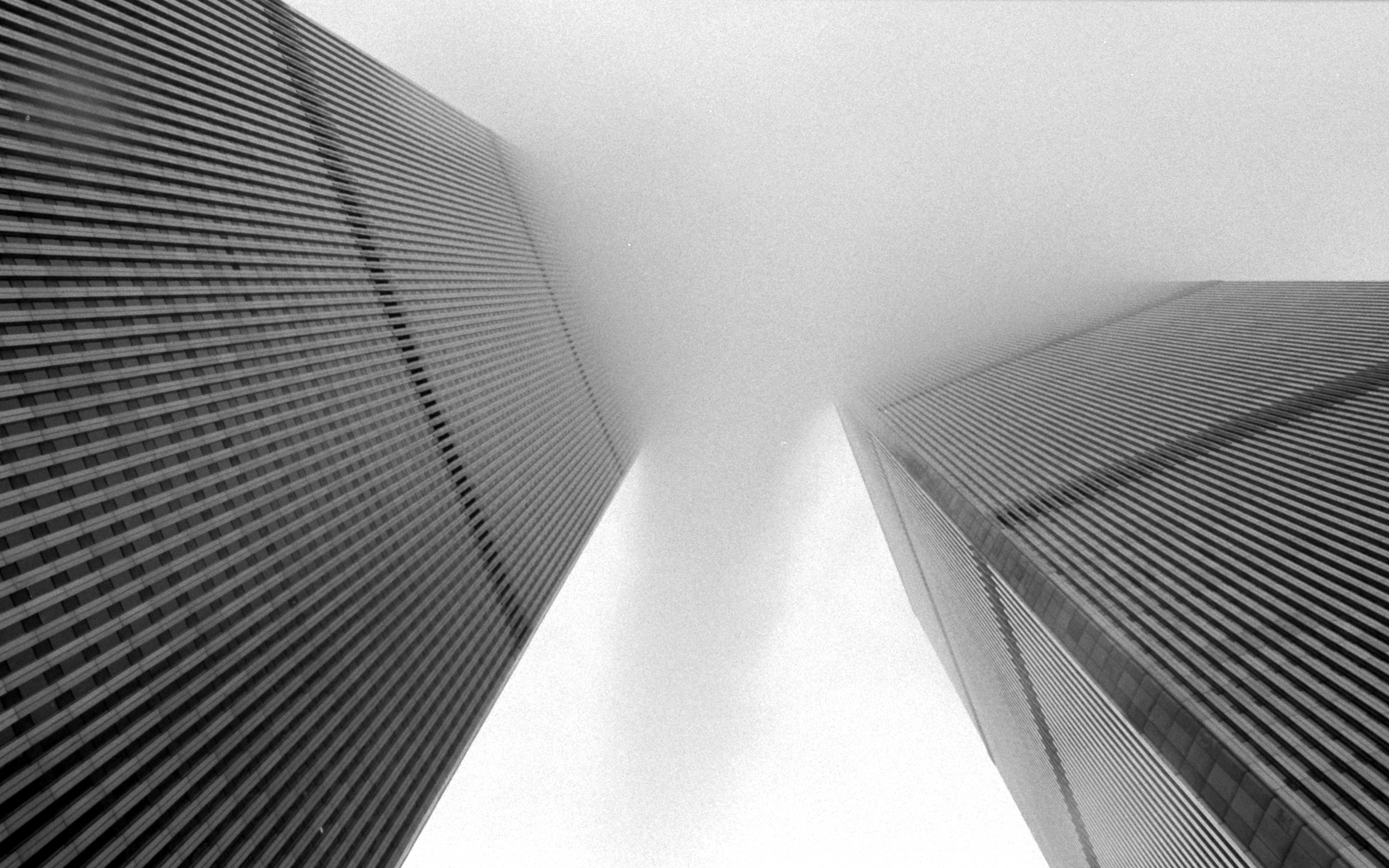
Nuage entre les deux tours du World Trade Center.
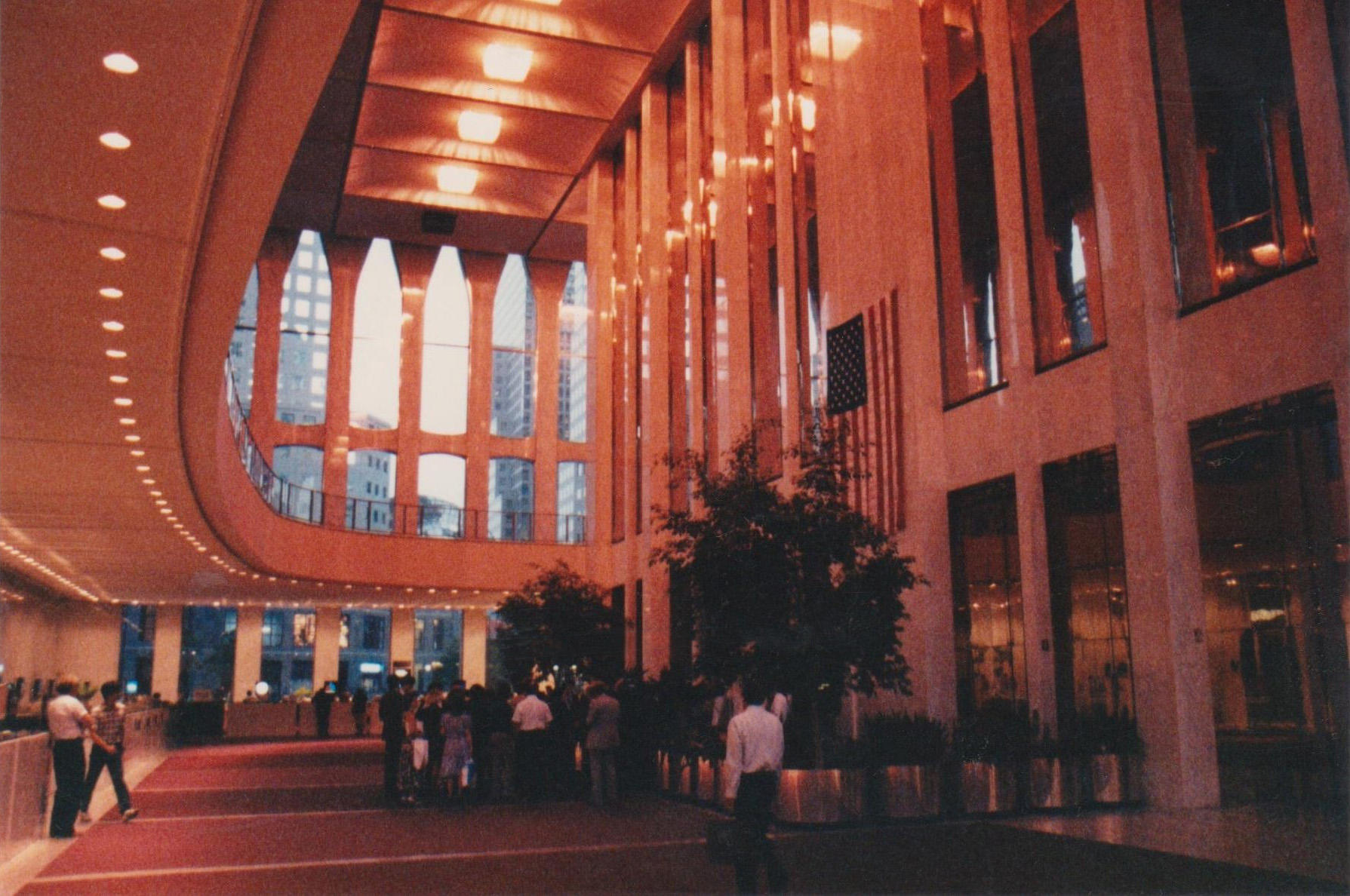
À l'intérieur du hall de la tour Nord, éclairé par de chaudes lumières orange, en 1993.
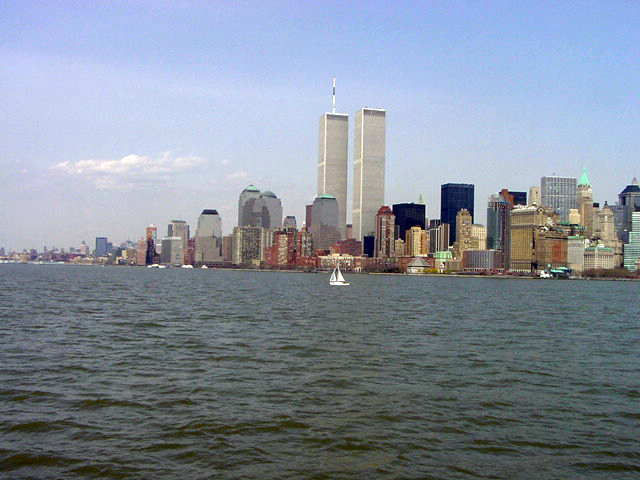
World Trade Center en avril 2001.
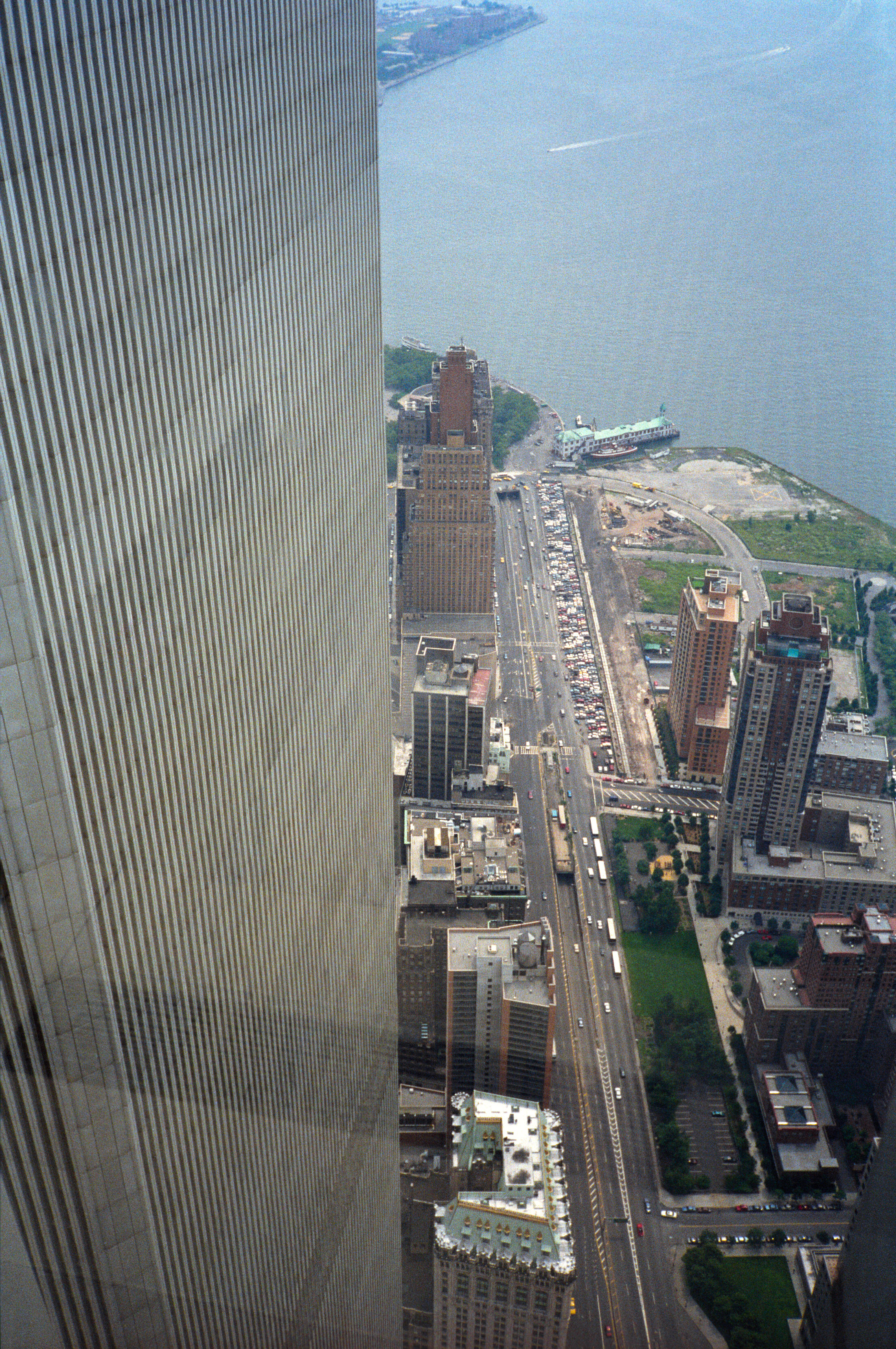
Vue du WTC 2 depuis le WTC 1.
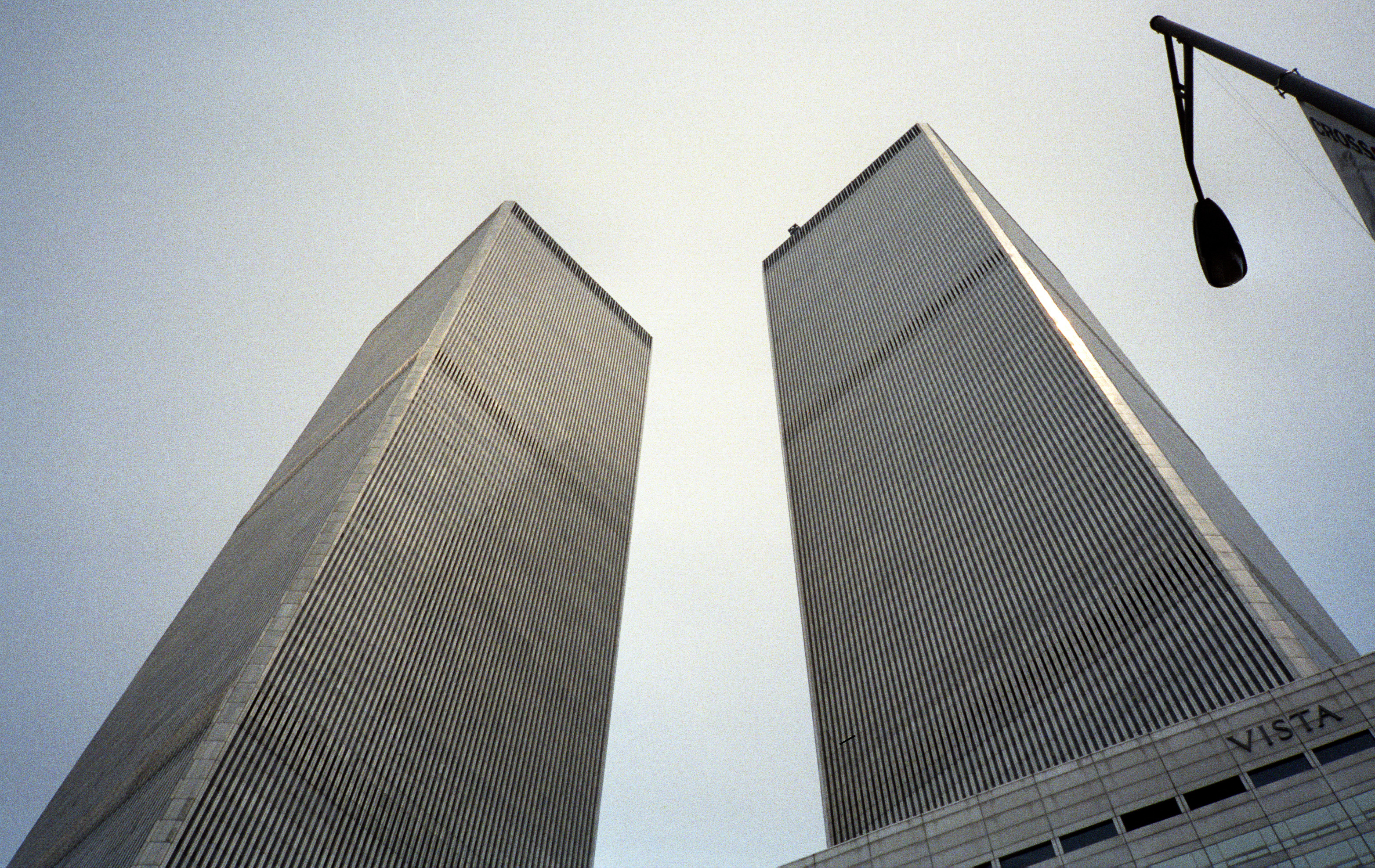
Les tours vues d'en bas.
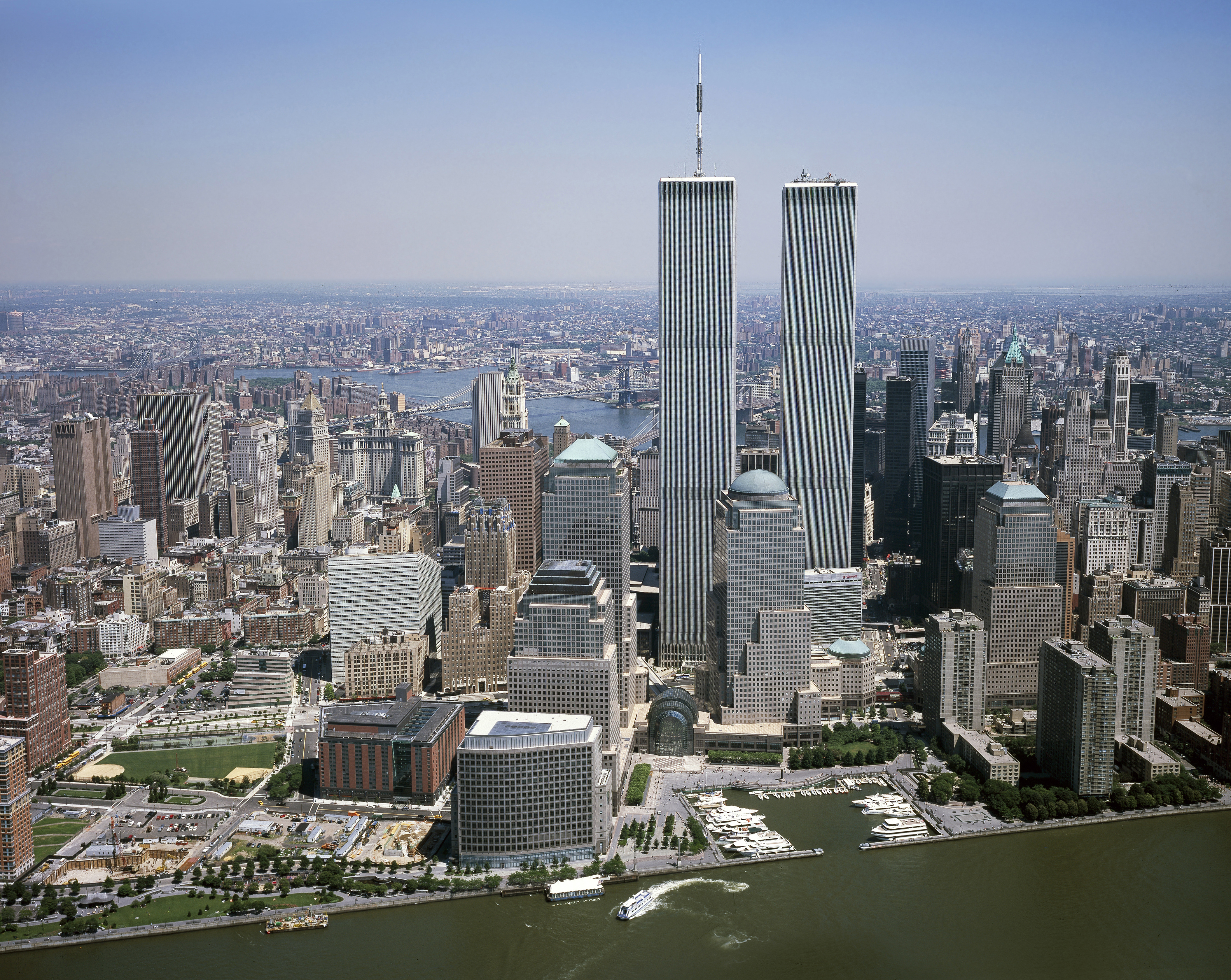
Lower Manhattan et le WTC en 2001.
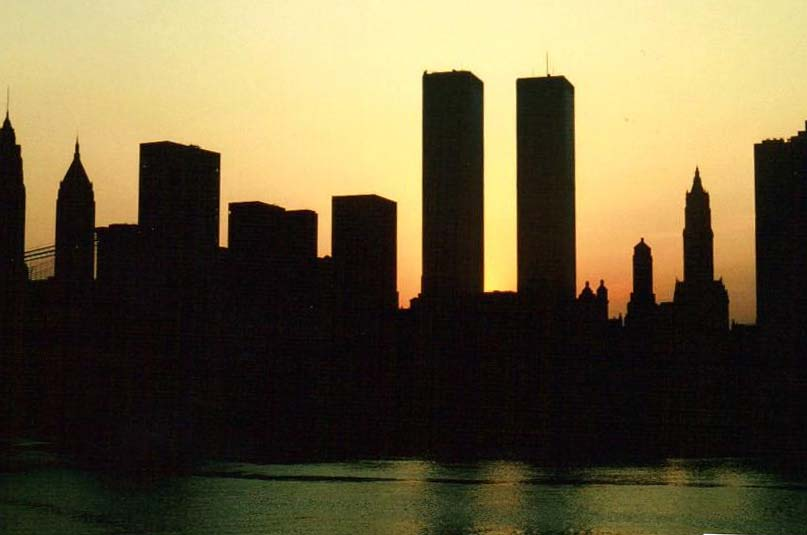
New York et les tours jumelles en 1983.
Panorama à 360° de New York du toit du WTC 2 en août 2001 (3 semaines avant les attentats).

### Informations diverses

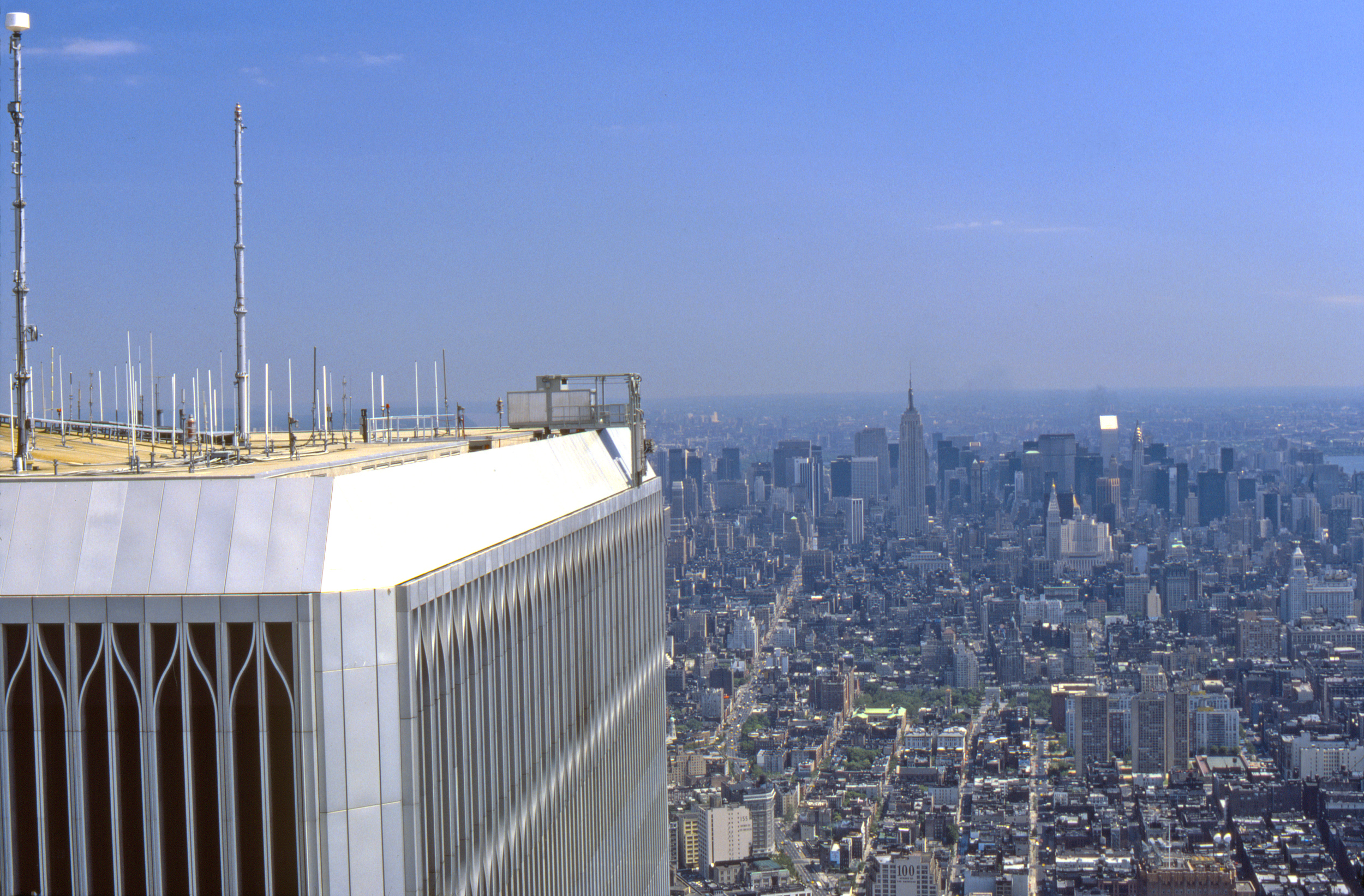
Vue du WTC 2, en 1984.

- Les travaux de constructions débutent le 5 août 1966 et sont officiellement achevés six ans, sept mois et trente jours plus tard, le 4 avril 1973 ;
- Pour permettre leur construction, 164 immeubles (16 blocs de la ville) ont été rasés ;
- 1 200 000 m3 de terre ont été extraits du sol ;
- 200 000 tonnes d'acier et 425 000 m3[réf. nécessaire] de béton ont été utilisés ;
- 10 000 personnes ont travaillé sur le chantier, 60 y ont trouvé la mort[41] ;
- Chaque tour comprenait 110 étages soit une superficie totale de 400 000 m2 pour chacune d'entre elles ;
- 50 000 personnes travaillaient dans les tours[42] et 200 000 visiteurs y passaient ;
- Le complexe était si grand qu'il possédait son propre code postal : 10048 ;
- Le coût de la construction a été de 900 millions de dollars.

### Occupation des tours
Les deux tours ne réussirent pas à attirer la clientèle attendue. Elles furent occupées durant leurs premières années par des organisations gouvernementales variées, dont l'État de New York. Cette situation était due à la crise financière qui secoua New York dans les années 1970. Ce ne fut que dans les années 1980 que des sociétés privées s'installèrent dans le complexe, dont de nombreuses firmes financières liées à Wall Street. Toutefois, le World Trade Center ne devint jamais une adresse de prestige.
En parallèle, les tours accédèrent rapidement au statut de symboles de New York. Le 7 août 1974 le funambule Philippe Petit utilisa un fil tendu pour traverser le vide situé entre les sommets des deux tours. George Willig, un alpiniste du quartier de Queens, escalada en trois heures et demie la tour Sud le 26 mai 1977. Ces événements, qui reçurent une importante couverture médiatique, contribuèrent à la renommée internationale du World Trade Center.
Le 13 février 1975, un incendie se déclencha au onzième étage de la tour Nord. Il se répandit dans la moitié de cet étage, puis atteignit d'autres niveaux en passant par les ouvertures du plancher utilisées par les câbles téléphoniques. Le feu fut éteint presque immédiatement pour ces étages, mais il fallut plusieurs heures pour venir à bout du feu principal. La structure de la tour ne fut pas touchée et les dégâts furent relativement limités. L'eau utilisée pour stopper l'incendie endommagea néanmoins plusieurs étages. Cet événement mena à l'installation d'un système d'extincteurs dans les deux tours.

## Premier attentat
Le 26 février 1993, un camion chargé de 680 kg d'explosif au nitrate se désintégra dans un parking souterrain de la tour nord, faisant six morts et 1 042 blessés. L'étendue des dommages, un cratère de 30 × 60 mètres à travers cinq niveaux de sous-sol, et les incertitudes quant aux dommages subis par les colonnes porteuses centrales (bien qu'une seule fut légèrement affectée) firent que les deux tours restèrent fermées pendant plusieurs mois. La tour se serait probablement effondrée si le camion avait été placé plus près des fondations. Six islamistes, dont Ramzi Yousef, furent condamnés à la prison à perpétuité pour leur rôle dans l'attentat. Un mémorial aux victimes fut installé, mais il fut détruit lors des attentats du 11 septembre 2001.

## Second attentat

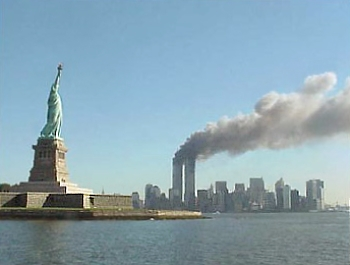
Vue sur le World Trade Center, le 11 septembre 2001.

Schéma des points d'impact (WTC 1 et 2).

Le 11 septembre 2001, à 8 h 46, le vol American Airlines 11 entre en collision avec la façade nord de la tour Nord. Dix-sept minutes plus tard, à 9 h 3, le vol United Airlines 175 s'écrase dans la façade sud de la tour Sud. Ces deux avions sont passés sous le contrôle de pirates de l'air. La tour Sud s'effondre à 9 h 59 et la tour nord à 10 h 28 détruisant en même temps le Marriott World Trade Center déjà endommagé par l'effondrement de la tour Sud. Le 7 World Trade Center s'effondre plus tard à 17 h 20. Les trois autres bâtiments encore debout ont subi des dommages importants et ont été démolis par la suite. Les attentats du 11 septembre 2001 ont causé la mort de 2 977 personnes. 1,6 million de tonnes de débris du World Trade Center fumèrent pendant 99 jours et plus de huit mois furent nécessaires pour assurer le nettoyage du site, opération conduite par environ 40 000 personnes et qui s'est terminée le 30 mai 2002, à 10 h 29 précises.

## Reconstruction

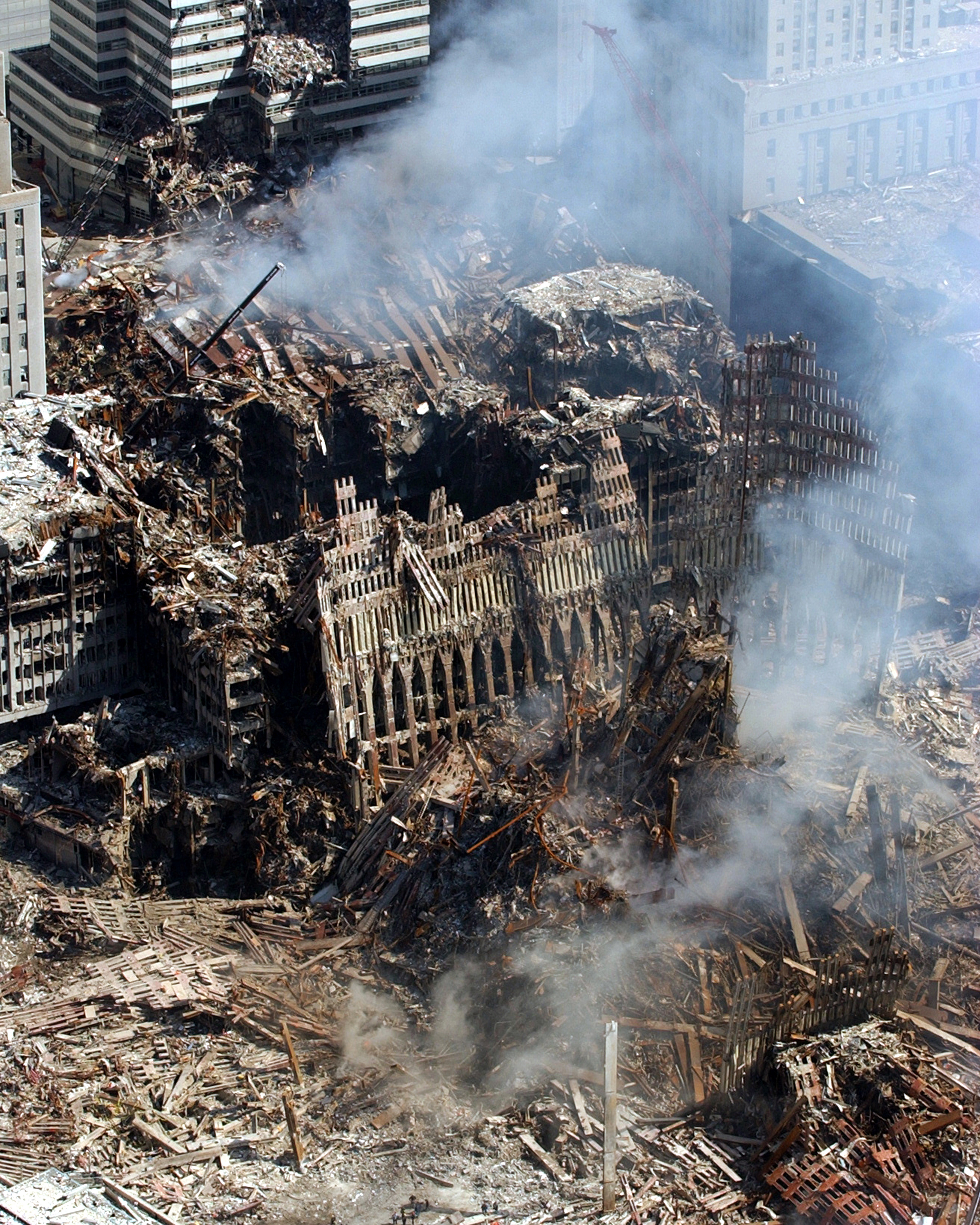
Photographie aérienne montrant une partie des débris causés par l'effondrement des tours à la suite des attentats du 11 septembre 2001.

### Déclarations
Le maire de New York Rudy Giuliani et le président George W. Bush se sont prononcés rapidement en faveur d'une reconstruction du site. Le jour même des attaques, Giuliani déclare : « Nous reconstruirons : nous allons en sortir plus forts qu'auparavant, plus forts sur le plan politique, plus forts sur le plan économique. La skyline sera à nouveau complète ». Bush déclare au cours d'une séance du Congrès que son administration travaillera de concert avec le Congrès « pour montrer au monde que New York sera reconstruite ». Larry Silverstein le détenteur des droits à construire du site, répond immédiatement que « ce serait la tragédie des tragédies de ne pas reconstruire cette partie de New York. Ce serait donner aux terroristes la victoire qu'ils cherchent. »

### Création d'une commission
La Lower Manhattan Development Corporation (LMDC) est établie en novembre 2001 par le gouverneur de l'État de New York George E. Pataki. Le rôle de cette commission officielle est de superviser le processus de reconstruction en gérant l'assistance fédérale s'élevant à dix milliards de dollars et en travaillant avec la Port Authority, Larry Silverstein, la communauté locale et les entreprises. Durant les mois suivant les attentats des architectes et des urbanistes tiennent plusieurs réunions et forums au sujet de la reconstruction du site. Ils aboutissent à la parution d'un rapport, New York, New Visions, résultat de la collaboration de nombreuses organisations. Une autre initiative est celle de Max Protetch qui expose cinquante concepts et rendus des projets dans sa galerie d'art de Chelsea.

### Propriétaire des WTC 1, 2 et 7
En 1998, la Port Authority avait approuvé un projet de privatisation du complexe. Fin juillet 2001, deux mois avant les attentats, pour plus de trois milliards de dollars, le bail du World Trade Center est acheté pour 99 ans par Larry Silverstein, déjà propriétaire de l'immeuble de 47 étages situé juste au nord du complexe, nommé par extension 7 World Trade Center. Les conditions des contrats de bail et d'assurance n'étaient pas finalisées au jour de l'attentat, d'âpres négociations avec les assureurs et des actions judiciaires furent engagées jusqu'en 2007.
Après l'attentat, Larry Silverstein dépose plainte contre un des assureurs[Lequel ?] qui prétend que les événements du 11 septembre constituent un seul attentat terroriste et pas deux, ce qui aurait limité les remboursements à 3,55 milliards de dollars.
Cependant, pour l'homme d'affaires américain, il y a eu deux avions, donc deux attentats distincts ; c'est pourquoi il estime que le remboursement doit être porté à sept milliards de dollars.
La justice américaine a depuis rendu son verdict, considérant les attaques du World Trade Center comme une double attaque terroriste dont chacune nécessite une indemnisation. En conséquence, l'assureur[Lequel ?] doit verser un dédommagement de 4,6 milliards de dollars.
Larry Silverstein et ses associés ont dépensé environ 3,6 milliards en investissement (bail sur 99 ans, plus travaux de rénovation), et [Combien ?] milliards pour les reconstructions depuis 2002.
Les propriétaires des WTC ont aussi entamé des poursuites contre American Airlines et United Airlines, les deux compagnies des vols ayant percuté les tours, ainsi que contre les sociétés de sécurité des aéroports. Après de nombreux appels, les propriétaires des WTC ont touché 1,2 milliard de dollars contre 4,4 réclamés.

### Projets

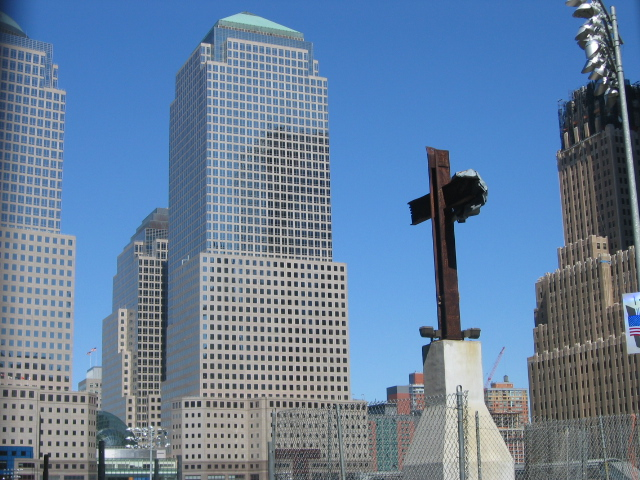
Ground zero en avril 2005.

En juillet 2003, Fumihiko Maki, associé à Jean Nouvel, et Norman Foster sont choisis par la Lower Manhattan Development Corporation pour édifier trois des cinq tours du projet de reconstruction du site Ground Zero du World Trade Center. Le projet est confié pour son ensemble, ainsi que la tour la plus haute, le One World Trade Center (appelé « Freedom Tower » à ce moment-là), à l'Américain Daniel Libeskind. Son projet veut à la fois rappeler la tragédie du 11 septembre mais aussi donner espoir. Le souvenir et le devoir de mémoire seront symbolisés par la préservation de Ground Zero en sous-sol (les Memory Foundations) tandis que l'espoir en l'avenir sera représenté par une tour en flèche (One World Trade Center) qui devrait atteindre plus de 541 mètres de hauteur.
L'architecte Daniel Libeskind avait allégué que, tous les ans, le 11 septembre, le site serait éclairé par le soleil sans aucune ombre entre 8 h 46 (heure du premier crash) et 10 h 28 (heure de l'effondrement de la tour Nord),. Cette affirmation est toutefois rapidement battue en brèche par une étude de l'architecte Eli Attia, démontrant qu'une partie de la place se trouverait à un moment ou à un autre durant cet intervalle dans l'ombre projetée par le Millenium Hilton Hotel. Daniel Libeskind fait alors machine arrière en indiquant que ses déclarations initiales avaient un autre sens,.
Dans le projet de Donald Trump (World Trade Center 2), ces tours devaient être construites à la place du One World Trade Center. Deux cercles devaient être entourés de tous les drapeaux du monde et la façade des deux tours, alors écroulée, reconstruite pour rappeler leur existence passée. Un escalier amenant au sous-sol aurait permis d'accéder au mémorial. Les nouvelles tours auraient été accompagnées de trois autres bâtiments, beaucoup plus petits, les nouvelles tours devant mesurer 449 mètres (566 avec l'antenne) chacune.

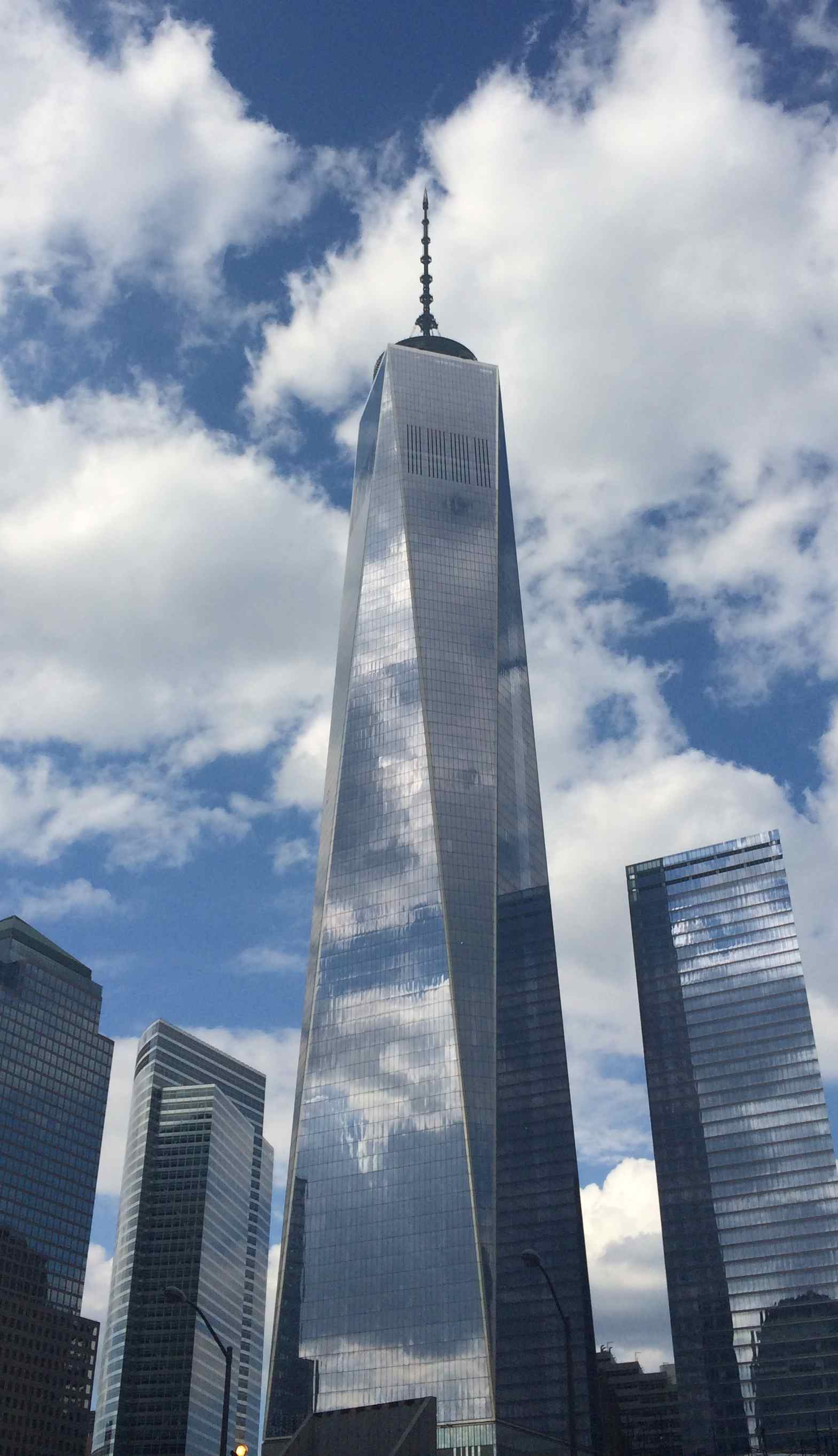
Le One World Trade Center, inauguré en 2014, est la plus grande tour de New York.

### Début des travaux
Le 7 World Trade Center a été le premier édifice à être reconstruit à proximité du site : les travaux ont débuté en 2002 et se sont achevés en 2006.
Des critiques ont été formulées concernant les retards dans l'avancement des travaux, notamment dans les médias, par exemple par les journalistes Keith Olbermann et Rush Limbaugh. Un épisode de la série de Showtime Penn & Teller: Bullshit! diffusé le 1er mai 2006 était centré sur la controverse entourant les délais de reconstruction de Ground Zero, par des hommes politiques comme Ray Nagin, le maire de La Nouvelle-Orléans, et surtout par les familles des victimes des attentats, à propos de la construction du mémorial.

## Architecture du premier WTC

### WTC 1 et WTC 2
Les deux tours emblématiques du World Trade Center (WTC 1 et WTC 2 appelées aussi « Twin Towers », littéralement « tours jumelles ») avaient toutes deux 110 étages. 1 WTC, la tour Nord, s'élevait à 417 mètres et possédait une antenne de télévision de 109,8 m de haut qui fut ajoutée en 1978. 2 WTC, la tour Sud, s'élevait à 415 mètres. Les tours étaient longues et larges de 63,4 mètres. Seule la tour 1 possédait une antenne, mais la structure de la tour 2 permettait aussi d'en installer une. Les antennes de la tour Nord étaient utilisées par la quasi-totalité des chaînes de télévision basées en ville : WCBS-TV 2, WNBC-TV 4, WNYW 5, WABC-TV 7, WWOR-TV 9 Secaucus, WPIX 11, WNET 13 Newark, WPXN-TV 31 et WNJU 47. Elles servaient aussi à transmettre les ondes des radios FM WPAT-FM 93,1, WNYC 93,9, WKCR 89.9, et WKTU 103,5. L'antenne principale fut améliorée en 1999 par Dielectric Inc. pour permettre la télévision numérique terrestre. L'accès au toit était contrôlé par le WTC Operations Control Center (OCC) situé au niveau B1 de la Tour Sud. Le sous-sol de l'ensemble était occupé par un centre commercial appelé « The Mall at the World Trade Center », le plus grand de Manhattan jusqu'au 11 septembre 2001.
D'une base proche de 0,4 hectare chacune, la surface totale des deux tours s'élevait à 800 000 m2, tandis que leur masse respective atteignait environ 288 000 tonnes. Sur les 110 étages, 8 étaient réservés aux locaux techniques (niveaux B6/B5, étages 7/8, 41/42, 75/76 et 108/109), les autres étaient utilisés en majorité par des bureaux. La tour Sud comprenait également un observatoire ouvert au public appelé « Top of the World », qui offrait une vue à 360 degrés sur New York depuis le 107e étage, à 420 mètres de haut. Par beau temps, il était possible d'observer à 72 kilomètres à la ronde. La tour Nord possédait un restaurant, Windows on the World, qui se situait au 107e étage.
1 WTC devint en 1973 le plus haut gratte-ciel au monde, dépassant l'Empire State Building qui détenait ce titre depuis 42 ans. 2 WTC devint le second plus haut gratte-ciel en 1973. Cependant les deux tours ne conservèrent ce statut qu'un court moment, puisque la Willis « Sears » Tower de Chicago, achevée en mai 1973, culminait à 442 mètres. À la suite des attentats du 11 septembre 2001, l'Empire State Building reprit sa place de plus grand gratte-ciel de New York.

### Structure

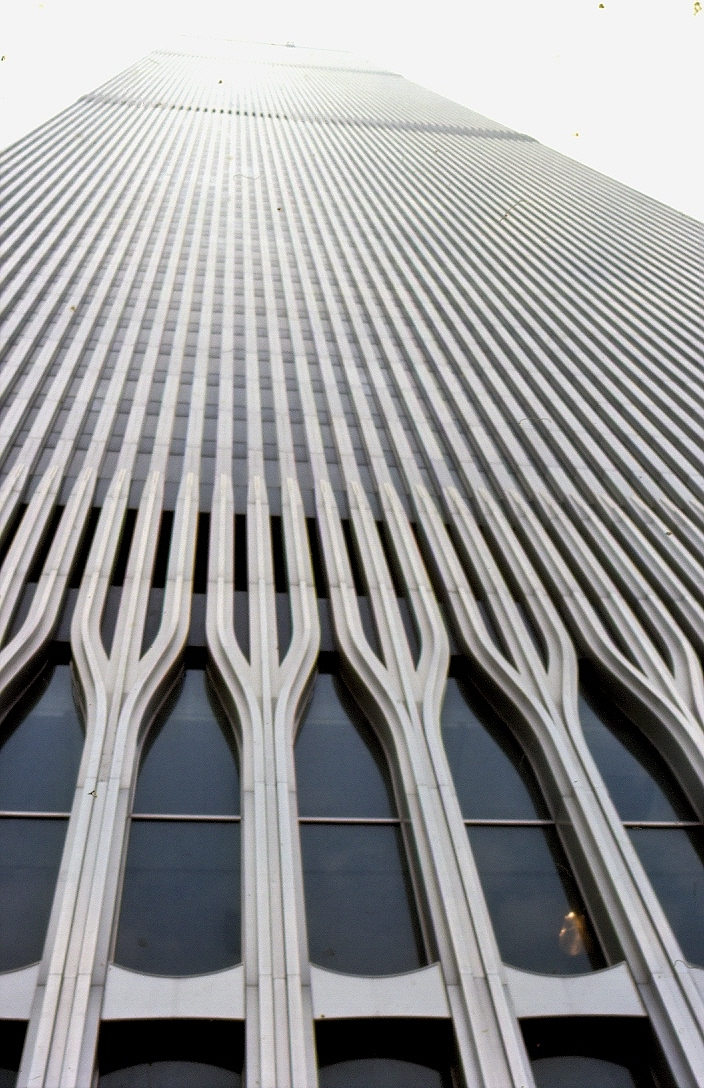
Vue du rez de chaussée.

Les deux tours avaient une conception tout à fait révolutionnaire à l'époque de leur édification, selon l'ingénieur Minoru. Minoru était d'origine japonaise, et son projet d'édification de deux tours parallèles de type prismatique fut retenu en 1965. Selon son équipe, ces bâtiments étaient « invulnérables ». Ce type d'assemblage, peu onéreux et très simple, permettait la construction très rapide de ce genre d'immeubles, très répandu à la fin des années 1960. La construction du World Trade Center avait commencé courant 1966 pour s'achever en 1971 (l'inauguration eut lieu en 1973). La structure centrale des buildings avait été laissée nue à la fin de la construction. Les cloisons internes, qui délimitaient les quatre côtés du cœur central de chaque tour furent abattues pour laisser place à des bureaux, seul le noyau central servait à enfouir les gaines techniques et les cages d'ascenseurs avec les escaliers respectifs. Lors de sa construction, les planchers du World Trade Center étaient construits selon une structure en treillis, c'est-à-dire des poutrelles en forme de grues pylône à l'horizontale dans lesquelles était coulé une dalle de compression en béton armé à la base de la tour. Ce béton, utilisé dans les chapes pour faire les planchers, est très résistant à l'effet dit « de flèche », qui consiste à s'enfoncer sous une lourde masse. On l'appelle aussi l'« effet poutre ».

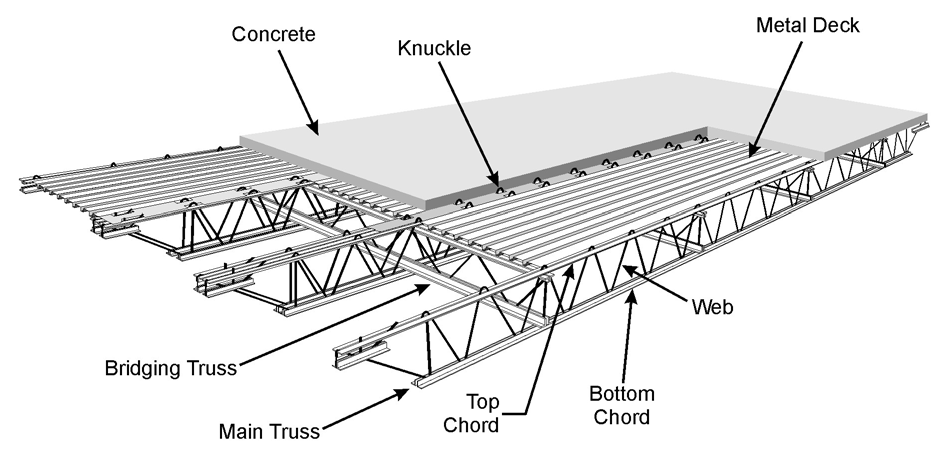
Schéma d'un plancher composite dans le WTC.

La structure porteuse était scindée entre un faisceau central de 47 poteaux en acier, profilés de section rectangulaire à épaisseur variable en fonction de la hauteur dans l'immeuble, reliés les uns aux autres par des profilés de traverse, et un « tube » constitué de 236 poteaux d'acier, profilés à section carrée solidarisés par des plaques boulonnées. La structure centrale prenait quelque 60 % de la charge statique, le « tube » supportant les 40 % restants. Chaque profilé central devait ainsi porter en moyenne 7,5 fois la charge d'un poteau externe. Pris au même niveau, il était 7,5 fois plus résistant en moyenne car les éléments porteurs centraux se présentaient sous deux dimensions, seize d'entre eux, formant les rangs externes, étant à peu près du double des autres. La fonction spécifique du « tube »  était d'offrir une excellente résistance au vent et aux éventuels séismes. Ces deux ensembles étaient rigidifiés par une structure sommitale, une sorte de chapeau fait de poutres métalliques, dont le rôle était de limiter la déformation du tube lorsque celui-ci était soumis à des contraintes latérales, réduisant ainsi au minimum les contraintes subies par les planchers. 
Ceux-ci, très légers (50 kg/m2 mais valeur à vérifier car 10 cm d'eau sur 1 m2 pèsent déjà 100 kg et le béton est généralement 2,5 fois plus dense que l'eau, une valeur de 250 à 300 kg/m2 est plus probable)[pas clair], étaient constitués par un treillis de poutres métalliques fixé aux structures porteuses.
Le noyau central enserré par les 47 poteaux porteurs abritait les ascenseurs et escaliers. Il occupait environ 1 200 m2.
Cette conception, qui date des années 1960, était bien adaptée pour des tours très hautes. Les tours jumelles avaient aussi été réalisées avec des coefficients de sécurité tels qu'ils permettaient, selon les concepteurs, de résister à l'impact d'un Boeing 707 ou un Douglas DC-8 en pleine charge, lancé à 965 km/h : « […] une telle collision résulterait seulement en dégâts locaux ne pouvant causer l'effondrement ou des dommages conséquents à l'immeuble et ne mettrait en danger ni la vie ni la sécurité des occupants hors de la proximité immédiate de l'impact ».
En juillet 1971, la Société américaine des ingénieurs civils (ASCE) avait attribué son prix national aux concepteurs des tours, y reconnaissant « le projet d'ingénierie démontrant le savoir-faire le plus achevé et représentant la plus grande contribution aux progrès de l'ingénierie et de l'humanité ».
Les publications techniques saluèrent également la qualité du projet dans sa capacité à résister à des événements imprévus « provenant de l'utilisation d'aciers spéciaux à haute résistance ; en particulier, les colonnes extérieures conçues avec une marge énorme permettant de multiplier par vingt la charge utile sans mettre en péril la construction ».

### Autres bâtiments

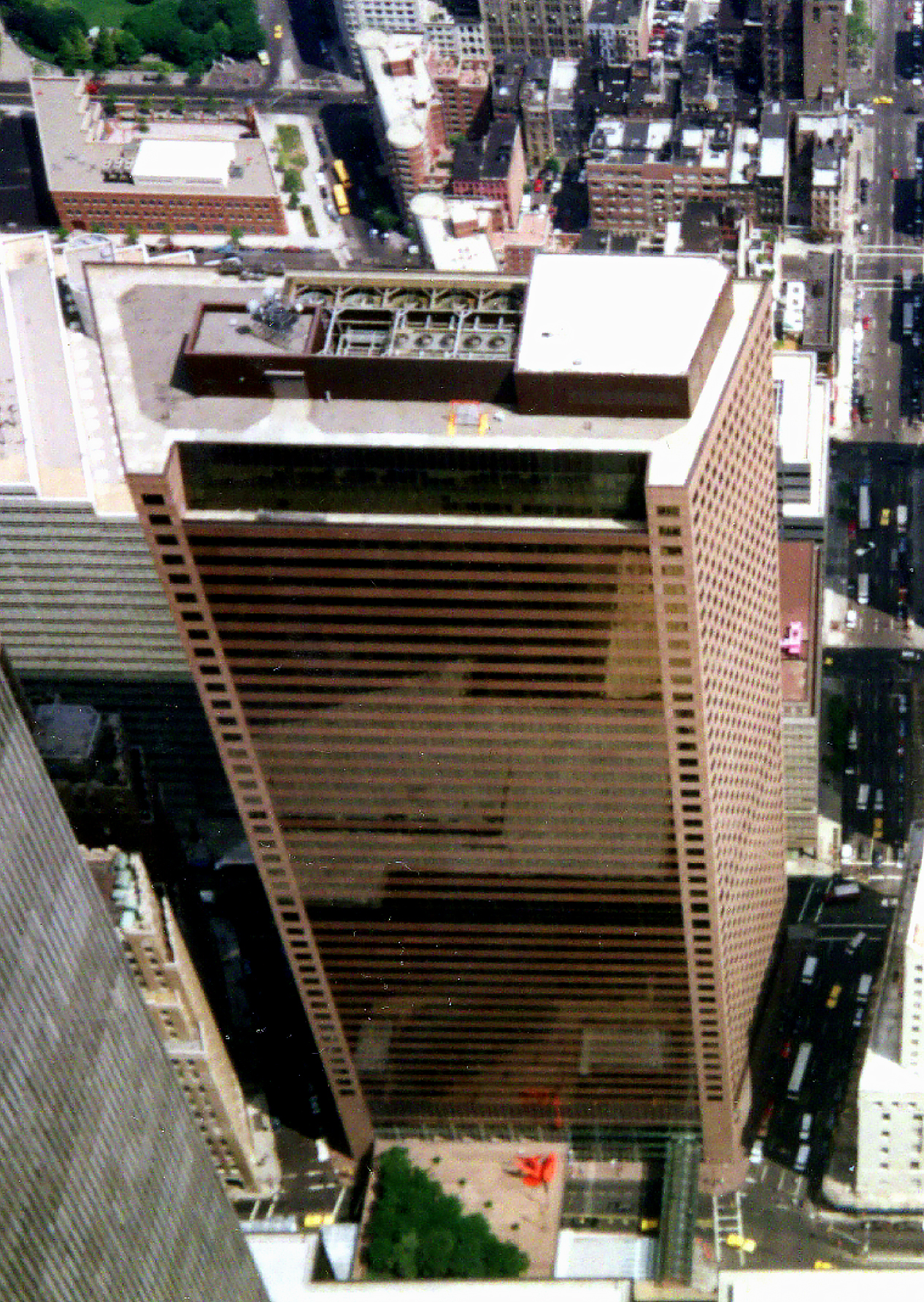
Le WTC 7 original, vu depuis le haut de la tour Sud.

Cinq édifices plus petits composaient le reste du complexe :
- 3 WTC, de 22 étages, situé au coin sud-ouest du site, avec l'hôtel Marriott World Trade Center ;
- 4 WTC, au coin sud-est ;
- 5 WTC, au coin nord-est, accueillant la station de PATH ;
- 6 WTC, au coin nord-ouest, accueillant les locaux des agences fédérales U.S. Customs and Border Protection (service des douanes) et l'U.S. Commodities Exchange ;
- 7 WTC, haut de 173,7 mètres et comprenant 47 étages, conçu par Emery Roth & Sons et construit entre 1984 et mars 1987. Le principal occupant était l'entreprise Salomon Smith Barney, filiale de la Citigroup, avec 64 % de la superficie des bureaux. D'autres sociétés comme American Express, Standard Chartered occupaient des locaux. Il abritait aussi des services officiels avec un bureau de la CIA, du département de la Défense et l'Internal Revenue Service qui occupaient tout le 25e étage, un bureau des United States Secret Service (USSS), la Securities and Exchange Commission (SEC), où se trouvaient les archives d'affaires financières tels que les dossiers concernant les fraudes de Enron et de WorldCom, ainsi que le poste de commandement des situations d'urgence de la mairie de New York (tout un étage renforcé contre les attaques terroristes).

## Dans la culture populaire
Le World Trade Center apparaît dans de nombreux films, séries télévisées, émissions de télévision, clips musicaux, documentaires, bandes dessinées et jeux vidéo.

### Filmographie
Le World Trade Center a été le cadre du tournage et de l'action de plusieurs films.

#### Films se déroulant dans le World Trade Center ou y apparaissant
Dans Godspell (1973), une scène finale montre les acteurs de cette comédie musicale en train de danser sur le toit de la tour Nord sur la chanson All For the Best. Dans Les Aventures de Rabbi Jacob, on voit les tours au tout début du film de Gérard Oury (1973). Dans Les Trois Jours du condor, les locaux de la CIA sont basés dans le WTC. Dans le remake de King Kong datant de 1976, le grand singe gravit non pas l'Empire State Building, mais l'une des deux tours du World Trade Center, changement justifié par le fait qu'elles étaient, à l'époque, les plus hauts gratte-ciel du monde. Dans New York 1997, sorti en 1981, l'une des tours sert de point d'arrivée et devait servir comme point de départ du héros, Snake Plissken, venu libérer le président des États-Unis, retenu en otage à Manhattan, devenue île-prison. Dans le film Un fauteuil pour deux, Dan Aykroyd et Eddie Murphy se rendent au World Trade Center. Les tours jumelles apparaissent également dans Working Girl.
Les tours jumelles apparaissent dans deux films d’animation : Oliver et Compagnie des studios Disney, et Les Quatre Dinosaures et le Cirque magique.
Dans le film Maman, j'ai encore raté l'avion sorti en 1992, le jeune Kevin admire New York depuis l'observatoire de la tour Sud du WTC.
Les tours jumelles apparaissent aussi dans plusieurs prises de vues de la série Friends, notamment dans le générique de la troisième saison.
On peut aussi apercevoir les deux tours en flammes dans Armageddon lorsque des météorites tombent sur la Terre. Elles sont aussi au début du premier SOS Fantômes et dans la séquence à New York dans Le Grand Bleu.
Le World Trade Center apparaît dans l'épisode de la série télévisée Les Simpson, Homer contre New York, premier épisode de la neuvième saison, diffusé en 1997. L'épisode sera écarté des rediffusions à cause de l'implication du World Trade Center dans l'intrigue puis réintégré après un nouveau montage supprimant certaines scènes concernant les tours.
American Pie 2 qui fut la dernière grande production montrant les deux tours, bien qu'elles aient été ajoutées numériquement par synthèse d'image à une scène tournée à Los Angeles. 
Dans plusieurs films ayant été tournés avant les attentats et étant en post-production après le 11 septembre 2001, les deux tours furent supprimées numériquement. Le trailer de Spider-Man incluait une scène dans laquelle le super-héros dressait une grande toile avec un hélicoptère entre les deux tours. La scène fut supprimée après les attaques, mais les tours apparaissent furtivement à quelques passages du film.
À la fin du film Gangs of New York, en montrant l’évolution de la ville de New York, on peut voir les tours jumelles.
Le documentaire américano-britannique Le Funambule (Man on Wire), réalisé par James Marsh en 2008, revient sur la traversée illégale en 1974 entre le sommet des deux tours du World Trade Center sur un câble par le Français Philippe Petit.
The Walk : Rêver plus haut, réalisé par Robert Zemeckis (2015), revient également sur cette traversée en 1974 entre le sommet des deux tours du World Trade Center. Philippe Petit y est incarné par Joseph Gordon-Levitt. 
Le film Transformers: Rise of the Beasts, sorti en 2023 et dont l'action se déroule en 1994, montre juste après la séquence d'introduction un plan aérien de Manhattan, sur lequel on peut voir les tours jumelles.

#### Films racontant les événements du 11 septembre 2001
En 2006, la BBC sort le docufiction 11 septembre - dans les tours jumelles.
Le projet collectif 11'09"01 - September 11 présente des événements liés aux attentats contre les tours.
Le film World Trade Center d'Oliver Stone (sur les enlèvements des attentats du 11 septembre 2001), raconte l'histoire du sergent John McLoughlin et Will Jimeno, deux policiers du Port Authority Police Department qui ont été bloqués sous les décombres des tours au cours de l'évacuation, puis sauvés, de même que dix-huit autres personnes.

### Musiques
Dans la chanson de Michel Sardou Chanteur de jazz (1985), description guidée de New York, le chanteur évoque le World Trade Center tout en comparant les Twin Towers à la tour de Babel, comme pour souligner le symbole d'orgueil qu'elles représentent (« autour des Tours Jumelles, nouvelles tours de Babel, des hélicos battaient de l'aile dans mon crâne »).
Il est aussi à la source d'inspiration de compositions en musique classique : On the Transmigration of Souls (2002) de John Coolidge Adams et WTC 9/11 (2011) de Steve Reich,.
Le rappeur The Notorious B.I.G. fait allusion à l'attentat de 1993 dans son morceau Juicy sorti en 1994.
Dans la chanson Manhattan-Kaboul de Renaud sortie en 2002, ce dernier relate ouvertement les événements du 11 septembre 2001, ainsi que de la réplique des États-Unis en Afghanistan.
La pochette de l'album Magical de la chanteuse japonaise Junko Ohashi, sorti en 1984, est une photo de la ville de New York centrée sur les tours du World Trade Center.

### Clips vidéo
Depeche Mode tourne un clip pour Enjoy the Silence sur le toit de la tour Sud en mars 1990. Les deux tours jumelles sont également visibles dans le clip New York New York de Ryan Adams, sorti le 11 septembre 2001 en VHS et sur MTV.
Les tours sont aussi visibles à de multiples reprises dans le clip Rollin' du groupe Limp Bizkit. Le clip a été tourné un an avant les attentats du 11 septembre.
Les Twin Towers apparaissent aussi dans le clip intitulé Chanter pour ceux qui sont loin de chez eux de Laam.
On les retrouve dans le clip I Like to Move It de Reel 2 Real en collaboration avec le rappeur The Mad Stuntman.

#### Autres anciens bâtiments
- Marriott World Trade Center (3 World Trade Center)
- 4 World Trade Center
- 5 World Trade Center
- 6 World Trade Center
- 7 World Trade Center

#### Nouveaux bâtiments
- One World Trade Center
- Two World Trade Center
- Three World Trade Center
- Four World Trade Center
- Seven World Trade Center